# جون وليامز (سياسي أمريكي، مواليد 1740)
جون وليامز (بالإنجليزية: John Williams)‏ هو سياسي أمريكي، ولد في 7 يوليو 1740 في مقاطعة هانوفر في الولايات المتحدة، وتوفي في 1 ديسمبر 1804 في مقاطعة كاسويل في الولايات المتحدة. انتخب عضو مجلس ولاية كارولاينا الشمالية وانتخب عضو مجلس نواب كارولينا الشمالية.